# تويوتا سبورتس 800
تويوتا سبورتس 800، هي سيارة رياضية يابانية من إنتاج شركة تويوتا، صدرت في الأسواق من عام 1965 إلى عام 1969، وهي من تصميم شوزو ساتو وتاتسو هاسيغاوا، حيث أنتجت نحو 3131 وحدة.